# Nowe horyzonty
Nowe horyzonty – drugi album studyjny polskiej piosenkarki Eweliny Lisowskiej, wydany 28 października 2014 przez wytwórnię Universal Music Polska.
Krążek promowały single: „We mgle”, „Na obcy ląd” i „Nowe horyzonty”.
Wydawnictwo znalazło się na 21. miejscu na oficjalnej polskiej liście sprzedaży. Płyta została wyróżniona certyfikatem złotej płyty za sprzedaż w nakładzie przekraczającym 15 tysięcy egzemplarzy.
25 listopada 2014 została wydana reedycja płyty pod nazwą Nowe horyzonty (Limited Edition), która została poszerzona o dwa utwory: „Nauka latania” i „Obsesja”.

## Lista utworów
Opracowane na podstawie materiałów źródłowych.
Standardowa
1. „Intro” – 1:22
2. „Nowe horyzonty” – 3:18
3. „Znasz mnie” – 3:20
4. „Na obcy ląd” – 3:13
5. „Kilka sekund” – 3:13
6. „Zaklinam czas” – 3:36
7. „We mgle” – 3:42
8. „Niebo / Piekło” – 4:06
9. „Szkło” – 3:44
10. „Kameleon” – 3:42
11. „Wszystko od nowa” – 3:12

Całkowita długość: 36:28
Reedycja
1. „Intro” – 1:22
2. „Nowe horyzonty” – 3:18
3. „Znasz mnie” – 3:20
4. „Na obcy ląd” – 3:13
5. „Kilka sekund” – 3:13
6. „Zaklinam czas” – 3:36
7. „We mgle” – 3:42
8. „Niebo / Piekło” – 4:06
9. „Szkło” – 3:44
10. „Kameleon” – 3:42
11. „Wszystko od nowa” – 3:12
12. „Nauka latania” – 5:10
13. „Obsesja” – 3:32

Całkowita długość: 45:10

## Pozycja na liście sprzedaży
| Kraj   | Lista sprzedaży (2014)    | Najwyższa pozycja | Certyfikat  | Sprzedaż |
| ------ | ------------------------- | ----------------- | ----------- | -------- |
| Polska | Oficjalna Lista Sprzedaży | 21                | złota płyta | 15 000+  |